# FDP-Bundesparteitag 1968
Koordinaten: 47° 59′ 12,7″ N, 7° 52′ 21,7″ O

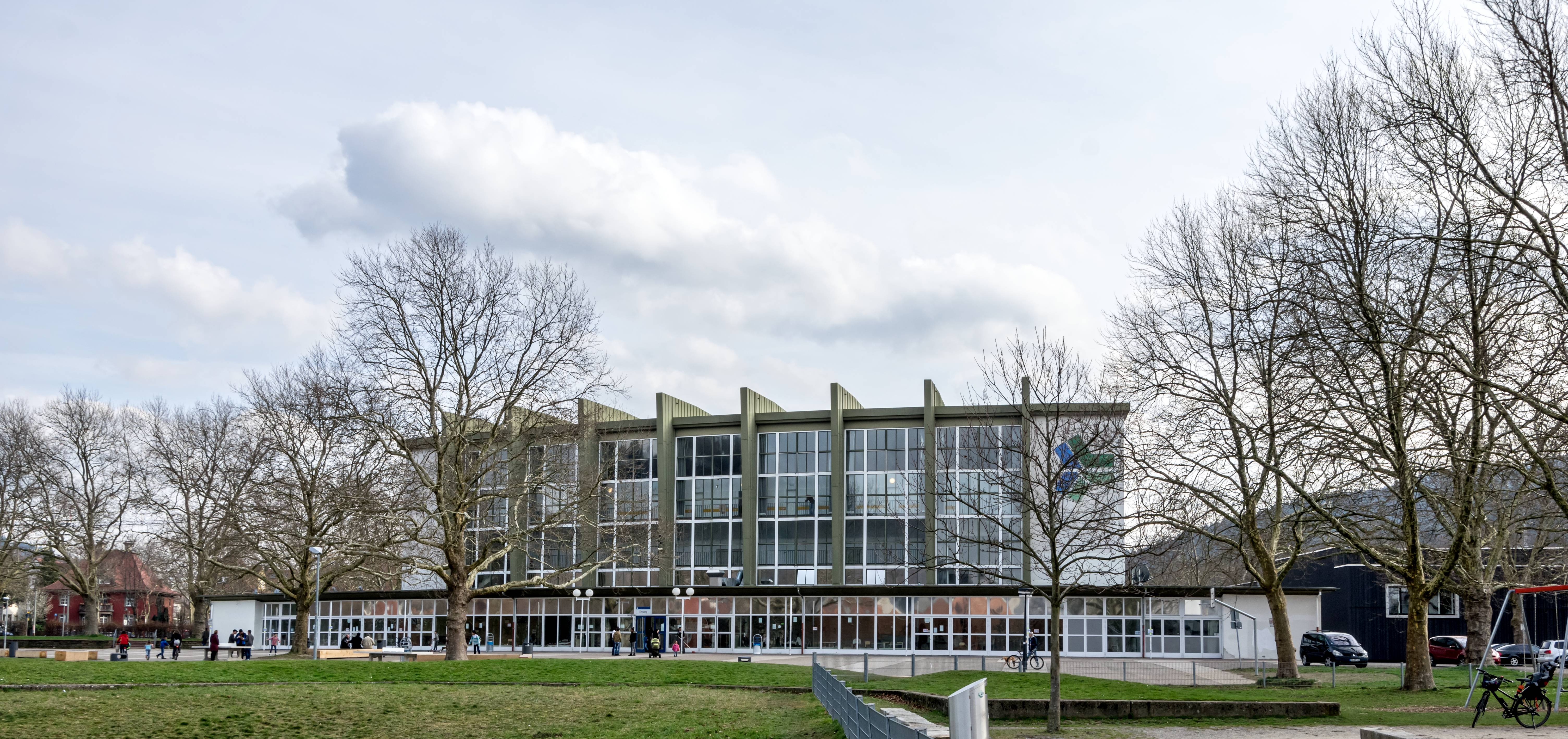
Stadthalle Freiburg

Den Bundesparteitag der FDP 1968 hielt die FDP vom 29. bis 31. Januar 1968 in Freiburg ab. Es handelte sich um den 19. ordentlichen Bundesparteitag der FDP in der Bundesrepublik Deutschland. Der Parteitag fand in der Freiburger Stadthalle statt. Der Grund für die Wahl des Ortes war die Ende April bevorstehende Landtagswahl in Baden-Württemberg 1968.

## Das Rededuell Dahrendorf gegen Dutschke
Aufsehenerregend waren vor allem die den Parteitag begleitenden Studentenproteste und das Rededuell zwischen Ralf Dahrendorf und dem Studentenführer Rudi Dutschke. Der Parteitag fiel in die Hochzeit der 68er-Bewegung. Die Jungdemokraten, die Jugendorganisation der FDP, hatten sich politisch nach links bewegt und sympathisierten mit der Studentenbewegung. Auf dem Parteitag führte ein Antrag der Liberalen Hochschulgruppen (LSD), in dem die USA scharf angegriffen wurde, zu emotionalen Debatten. Am Nachmittag des ersten Tages fand vor der Halle eine Demonstration des Sozialistischen Deutschen Studentenbundes (SDS), angeführt durch Dutschke, statt. Als Dutschke auf dem Dach eines Autobusses eine Ansprache hielt, erklärte sich Dahrendorf bereit, dort mit ihm gemeinsam ein Streitgespräch zu führen. In diesem Gespräch erwies sich Dahrendorf vor etwa 2.000 Studenten als der bessere Redner.

## Verlauf und Beschlüsse
Auf dem Parteitag wurden die neu gefasste Satzung, Geschäftsordnung und Schiedsordnung der Bundespartei verabschiedet. Grundsatzreden hielten Walter Scheel („Wir wollen eine neue Politik“) und Ralf Dahrendorf („Politik der Liberalität statt Bündnis der Unbeweglichkeit“).
Der scheidende Vorsitzende Erich Mende begründete in einer wenig mitreißenden Rede seine Rücktrittsgründe. Er rief zur Geschlossenheit auf und warnte vor „Monomanen und Radikalen“. Zur Deutschlandpolitik führte er aus, die DDR sei faktisch bereits mit der Genfer Außenministerkonferenz von 1959 anerkannt worden.
Anschließend erfolgte mit 87 Prozent der Stimmen die Wahl von Walter Scheel anstelle von Erich Mende zum Vorsitzenden. Wolfgang Mischnick blieb stellvertretender Bundesvorsitzender. An Stelle von Willi Weyer und Ewald Bucher wurden Hans-Dietrich Genscher und Hermann Müller neu als stellvertretende Parteivorsitzende gewählt. In Stichwahlen schlug der schwäbische Radikaldemokrat Karl Moersch den nationalliberalen Carlo Graaff und der linksliberale Berliner Justizsenator Hans-Günter Hoppe den bayerischen Nationalisten Dietrich Bahner. Der Soziologieprofessor Ralf Dahrendorf zog mit dem drittbesten Wahlergebnis als Beisitzer in den Bundesvorstand ein.

## Bundesvorstand

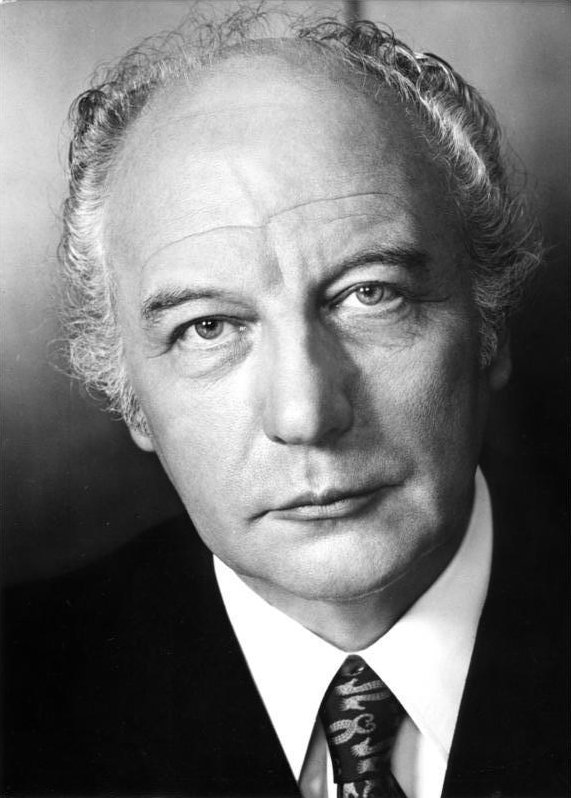
Walter Scheel

Dem Bundesvorstand gehörten nach der Neuwahl 1968 an:
| Vorsitzender                 | Walter Scheel |
| Stellvertretende Vorsitzende | Hans-Dietrich Genscher, Wolfgang Mischnick, Hermann Müller |
| Schatzmeister                | Hans Wolfgang Rubin |
| Beisitzer                    | Liselotte Funcke, Hans-Günter Hoppe, Karl Moersch |
| Weitere Beisitzer            | Ernst Achenbach, Dietrich Bahner, Gerhart Baum, William Borm, Ewald Bucher, Ralf Dahrendorf, Hermann Eicher, Otto Eisenmann, Carlo Graaff, Ulrich Graf, Albrecht Haas, Hildegard Hamm-Brücher, Winfrid Hedergott, Reinhard Koch, Heinrich Kohl, Eduard Leuze, Erich Mende, Hermann Oxfort, Walter Peters, Willy Max Rademacher, Fritz-Rudolf Schultz, Heinz Starke, Willi Weyer, Siegfried Zoglmann |
| Mitglied per Amt             | Knut von Kühlmann-Stumm |
| Ehrenpräsident               | Reinhold Maier |
| Ständige Gäste               | Rötger Groß, Hermann Ferdinand Arning, Wolfgang Lüder |